# Sedlice (ort i Tjeckien, Södra Böhmen, lat 49,38, long 13,94)
Sedlice är en stad i Tjeckien.   Den ligger i regionen Södra Böhmen, i den centrala delen av landet, 90 km söder om huvudstaden Prag. Sedlice ligger 512 meter över havet och antalet invånare är 1 219.
Terrängen runt Sedlice är platt. Runt Sedlice är det ganska glesbefolkat, med 40 invånare per kvadratkilometer. Närmaste större samhälle är Písek, 16,9 km sydost om Sedlice. Trakten runt Sedlice består till största delen av jordbruksmark.